# Aspila phloxiphaga
Aspila phloxiphaga är en fjärilsart som beskrevs av Augustus Radcliffe Grote 1867. Aspila phloxiphaga ingår i släktet Aspila och familjen nattflyn. Inga underarter finns listade i Catalogue of Life.